# 一朵金花
《一朵金花》是莫文蔚在2001年所發行的粵語專輯，也是她的第一張電子音樂專輯。

## 專輯介紹
從2000年開始，伍佰被莫文蔚邀請參與這張專輯的製作過程，一共花了三個月，才完成這張專輯的製作。伍佰包辦了整張專輯的作曲、編曲和樂器演奏，歌詞創作找來了林夕、孫國華（LMF的成員）、因葵，伍佰也參與一首粵語歌詞的創作。這張專輯的八首歌曲主要以電子音樂來編曲，而且加入Techno、Breakbeat、Max、Volume等音樂風格，也有幾首融入中國樂器的演奏。莫文蔚不但參與專輯封面的設計，還親自在保鮮膜包裹上塗抹金油。這張專輯發行後不久，莫文蔚在香港舉辦一場樂評會，邀請滾石唱片高層和伍佰到香港，表達她對這張專輯的熱衷。

## 曲目列表
| 曲序 | 曲目     |            |
| ---- | -------- | ---------- |
| 1.   | 散光     | 林夕       |
| 2.   | 扇子舞   | 林夕       |
| 3.   | 童年末日 | 林夕       |
| 4.   | 旺角公主 | 孫國華     |
| 5.   | 角色     | 因葵       |
| 6.   | 幻聽     | 林夕       |
| 7.   | 高帽     | 伍佰、因葵 |
| 8.   | 忘我     | 孫國華     |
| 9.   | 冬至     | 林夕       |
| 10.  | 一朵金花 | 林夕       |

## 音樂錄像
| 曲目次序 | 歌名     | 上傳日期     | 平台    | 連結                        |
| -------- | -------- | ------------ | ------- | --------------------------- |
| 02       | 扇子舞   | 2012年6月5日 | Youtube | 連結 （页面存档备份，存于） |
| 03       | 童年末日 | 2012年6月5日 | Youtube | 連結 （页面存档备份，存于） |
| 06       | 幻聽     | 2012年6月4日 | Youtube | 連結 （页面存档备份，存于） |
| 09       | 冬至     | 2012年6月4日 | Youtube | 連結 （页面存档备份，存于） |

## 獎項
- 香港樂評選《港媚60》香港流行女聲專輯 - 第3位
- 第二屆中國原創音樂流行榜總選頒獎典禮：年度最佳港臺專輯
- 第二屆華語音樂傳媒大獎：
  - 最佳封套
  - 十大華語唱片

## 資料來源
1. ↑  伍佰為莫文蔚栽種的一朵金花 （页面存档备份，存于）（2007年12月31日引用）
2. 1 2  Hitoradio專輯介紹[永久]（2007年12月31日引用）
3. 1 2  莫文蔚《一朵金花》 （页面存档备份，存于）（2007年12月31日引用）
4. 1 2  一朵金花莫文蔚 （页面存档备份，存于）（2007年12月31日引用）
5. ↑  一朵金花莫文蔚 （页面存档备份，存于）（2007年12月31日引用）
6. ↑  李云编著. . 北京环球音像出版社. 2005: 1–2. ISBN 7-88072-277-7.
7. ↑  伍佰為莫文蔚栽種的一朵金花 （页面存档备份，存于）（2007年12月31日引用）
8. 1 2  GOGOROCK自由網 （页面存档备份，存于）（2007年12月31日引用）